# 扬·勒普什内亚努
扬·勒普什内亚努（羅馬尼亞語：Ion Lăpușneanu，1908年12月8日—1994年2月24日），罗马尼亚男子足球运动员，司职守门员。他曾代表罗马尼亚国家队参加1930年国际足联世界杯，结果队伍止步小组赛阶段。